# Drazki
Les torpilleurs de classe Drazki (bulgare : Дръзки, "Intrépide") faisaient partie d'une série de 6 unités construites à Chalon-sur-Saône au chantier naval français Schneider & Cie ou Le Petit Creusot  pour la marine bulgare. 
Un torpilleur de cette classe a été conservé au musée naval de Varna comme navire-musée "Drazki".

## Historique
Cette série de six torpilleurs commandés par la marine bulgare à l'usine française Schneider et Cie de Chalon-sur-Saône a été construite en France puis transportée en partie en Bulgarie, où les navires ont été achevés et lancés à Varna.
Ce transport par terre a été fait afin d'éliminer le passage des navires armés à travers le Bosphore, qui était interdit par le Traité de Berlin (1878), et également en raison de la dépendance vassale du duché de Bulgarie à l'égard de la Turquie (jusqu'en 1908). En avril 1905, les torpilleurs furent envoyés en Bulgarie, où ils furent assemblés et lancés le 23 août 1907 à Varna. Les trois premières unités, nommées "Drazki" (bulgare : Дръзки, ), "Smeli" (Смели, "Brave") et "Hrabri" (Храбри, "Vaillant"), ont été achevés et mis en service le 5 janvier 1908.
Entre-temps, le 14 janvier 1906, un deuxième lot de trois torpilleurs fut commandé et livré à Varna en août 1907 :  "Schumni" (Шумни), "Letyashti" (Летящи) et "Strogi" (Строги). Ils ont été lancés en août 1908 et mis en service en août 1909.

## Service
Ces torpilleurs se sont distingués durant la première guerre balkanique (1912-1913). Ils n'ont pas participé activement aux actions de la deuxième guerre balkanique. Puis ils ont participé à la première Guerre mondiale. À la fin de 1916, les navires ont été modifiés pour transporter 6 mines. "Dryzki", ainsi que les trois torpilleurs restants en service, a été modernisé en 1934. En 1936, il a reçu la lettre d'identification Д sur la proue. Pendant la seconde Guerre mondiale, les torpilleurs, étant obsolètes, ont été utilisés comme patrouilleurs et pour escortes de convois côtiers.
Le 15 octobre 1942, le magasin à munition a explosé sur le "Drazki" en raison du manque de prudence et le navire a coulé dans le port de Varna. Il a ensuite été relevé et rénové. En 1954, il a été retiré et transformé en un navire cible d'entraînement. 

## Navire musée

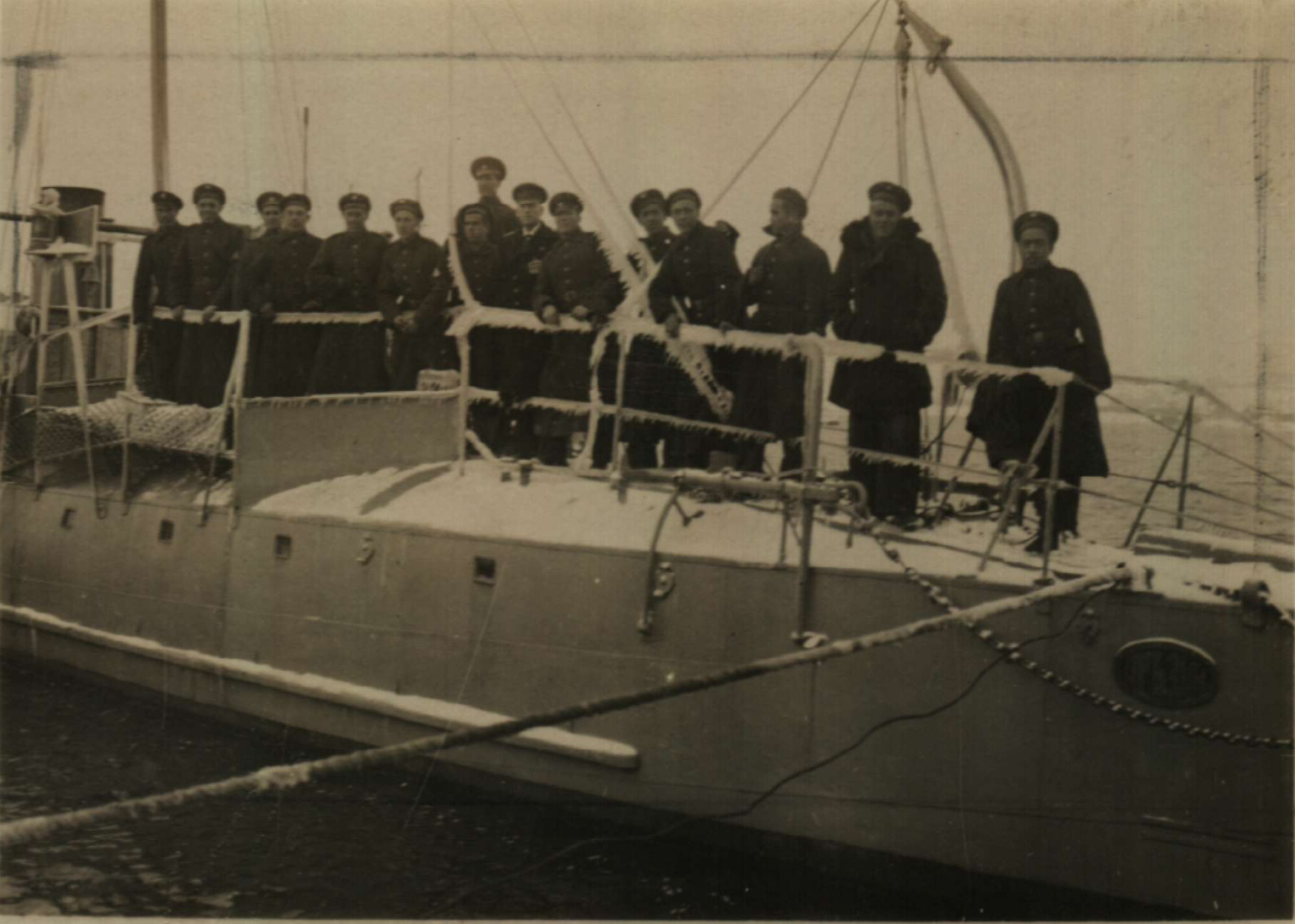
Le Drazki en 1908

Avant le 45e anniversaire du torpillage du croiseur turc Hamidiye lors de la bataille de Kaliakra, il a été décidé de commémorer le navire le plus célèbre de l'histoire de la flotte bulgare, mais à cette époque "Drazki" était déjà découpé en morceaux pour la mise au rebut. Finalement, l'entonnoir, le canon et les pièces plus petites du "Drazki" ont été montés sur le navire jumeau "Strogi", qui, le 21 novembre 1957, à l'occasion de l'anniversaire du torpillage du "Hamidiye", pour devenir le navire musée "Drazki" . Il est actuellement préservé comme exposition terrestre statique au Musée naval de Varna.

## Galerie

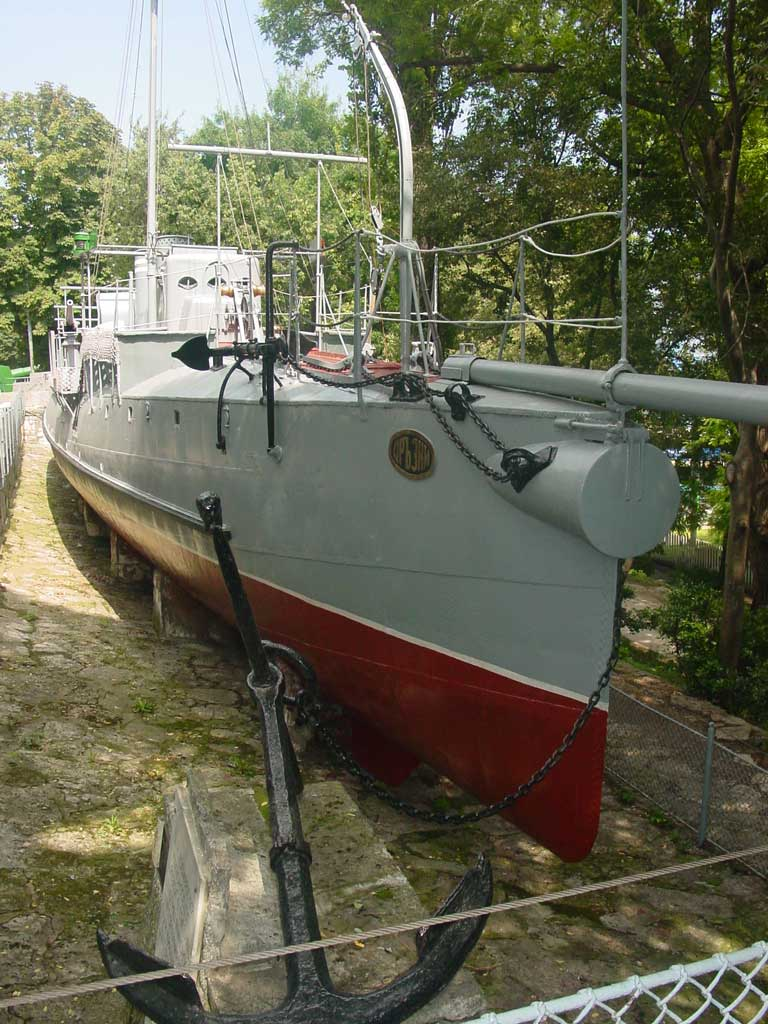
Drazki (vue avant)
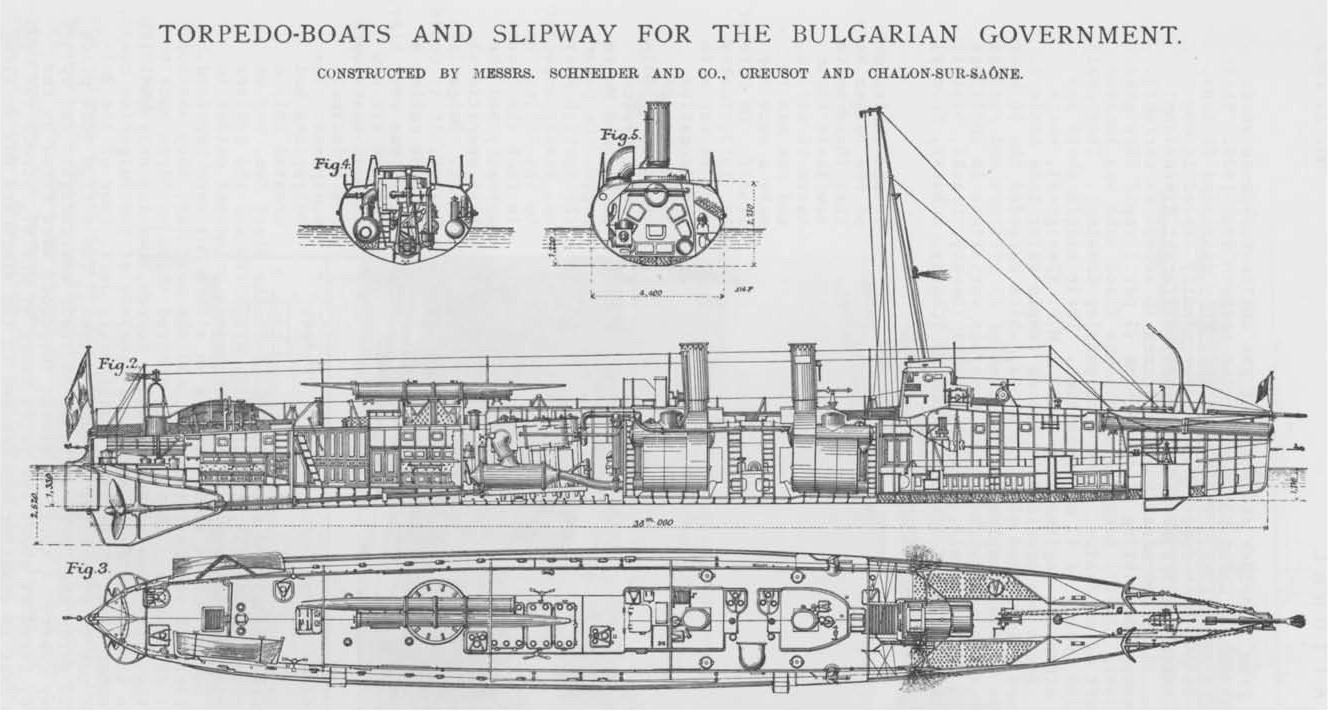
Plan du torpilleur
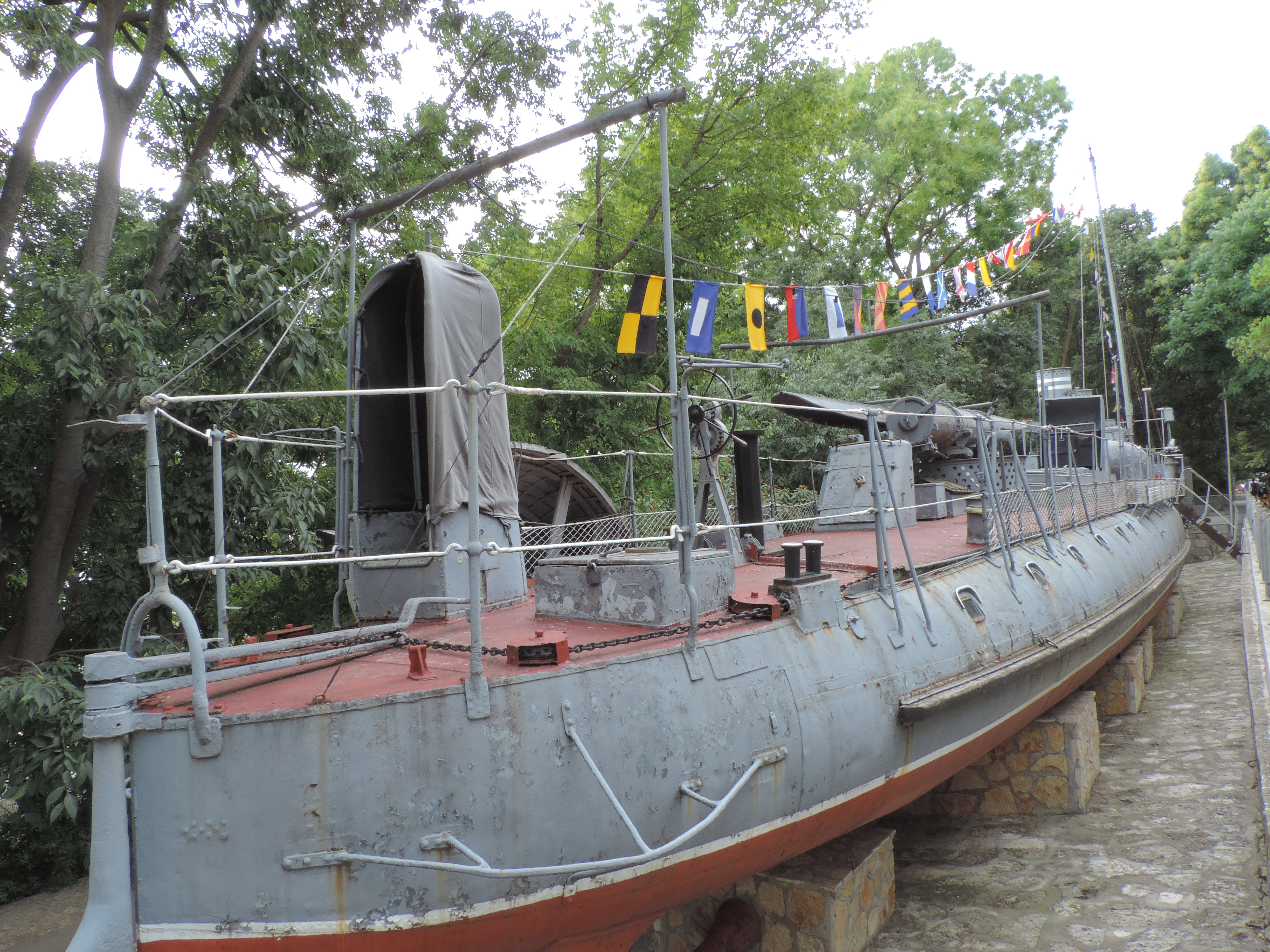
Drazki (vue arrière)